# Санмаркошки даждевњак
Санмаркошки даждевњак (лат. Eurycea nana, енгл. San Marcos salamander) је водоземац из реда репатих водоземаца (Caudata) и породице безплућњака (Plethodontidae).

## Распрострањење
Ареал врсте је ограничен на једну државу. Сједињене Америчке Државе су једино познато природно станиште врсте.

## Станиште
Станишта врсте су поља риже и слатководна подручја. 

## Угроженост
Ова врста се сматра рањивом у погледу угрожености врсте од изумирања.